# Women's International Grand Prix 1973
Il Women's International Grand Prix 1973 è stato un circuito di tornei di tennis femminili che si affiancava al contemporaneo Commercial Union Assurance Grand Prix che comprendeva i tornei maschili. Questo circuito è stato organizzato direttamente dall'International Lawn Tennis Federation e comprendeva 3 tornei del Grande Slam, escluso lo US Open appartenente al Virginia Slims Circuit e i tornei cosiddetti open. Il Grand Prix femminile si affiancava al Virginia Slims Circuit.

## Calendario

### Gennaio
| Settimana                    | Torneo                                                            | Vincitrici                            | Finaliste                        | Semifinaliste                   | Eliminate ai quarti                                         |
| ---------------------------- | ----------------------------------------------------------------- | ------------------------------------- | -------------------------------- | ------------------------------- | ----------------------------------------------------------- |
| 26 dicembre 1972 2 settimane | Australian Open 1973 Melbourne, Australia Erba Singolare - Doppio | Margaret Court 6-4, 7-5               | Evonne Goolagong Cawley          | Kerry Melville Kazuko Sawamatsu | Karen Krantzcke Dianne Fromholtz Virginia Wade Kerry Harris |
| 26 dicembre 1972 2 settimane | Australian Open 1973 Melbourne, Australia Erba Singolare - Doppio | Margaret Court Virginia Wade 6-4, 6-4 | Kerry Harris Kerry Melville Reid | Kerry Melville Kazuko Sawamatsu | Karen Krantzcke Dianne Fromholtz Virginia Wade Kerry Harris |

### Febbraio
| Settimana   | Torneo                                                                         | Vincitrici                                 | Finaliste                    | Semifinaliste                | Eliminate ai quarti                                          |
| ----------- | ------------------------------------------------------------------------------ | ------------------------------------------ | ---------------------------- | ---------------------------- | ------------------------------------------------------------ |
| 26 febbraio | USLTA Fort Lauderdale 1973 Fort Lauderdale, USA Terra rossa Singolare - Doppio | Chris Evert 6–1, 6–2                       | Virginia Wade                | Linda Tuero Evonne Goolagong | Marie Neumanova Martina Navrátilová Jeanne Evert Patti Hogan |
| 26 febbraio | USLTA Fort Lauderdale 1973 Fort Lauderdale, USA Terra rossa Singolare - Doppio | Gail Chanfreau Virginia Wade 4–6, 6–3, 6–3 | Evonne Goolagong Janet Young | Linda Tuero Evonne Goolagong | Marie Neumanova Martina Navrátilová Jeanne Evert Patti Hogan |

### Marzo
| Settimana | Torneo                                                                                | Vincitrici                             | Finaliste                       | Semifinaliste                         | Eliminate ai quarti                                           |
| --------- | ------------------------------------------------------------------------------------- | -------------------------------------- | ------------------------------- | ------------------------------------- | ------------------------------------------------------------- |
| 5 marzo   | Maureen Connolly Memorial Dallas 1973 Dallas, USA Sintetico indoor Singolare - Doppio | Virginia Wade 6–4, 6–1                 | Evonne Goolagong                | Chris Evert Kazuko Sawamatsu          | Marita Redondo Linda Tuero Katja Ebbinghaus Sharon Walsh      |
| 5 marzo   | Maureen Connolly Memorial Dallas 1973 Dallas, USA Sintetico indoor Singolare - Doppio | Evonne Goolagong Janet Young 6–3, 6–2  | Gail Chanfreau Virginia Wade    | Chris Evert Kazuko Sawamatsu          | Marita Redondo Linda Tuero Katja Ebbinghaus Sharon Walsh      |
| 12 marzo  | US Indoors 1973 Boston, USA Sintetico indoor Singolare - Doppio                       | Evonne Goolagong 6–4, 6–4              | Virginia Wade                   | Ol'ga Morozova Linda Tuero            | Jackie Fayter Marie Neumanova Isabel Fernández Gail Chanfreau |
| 12 marzo  | US Indoors 1973 Boston, USA Sintetico indoor Singolare - Doppio                       | Marina Krošina Ol'ga Morozova 6–2, 6–4 | Evonne Goolagong Janet Young    | Ol'ga Morozova Linda Tuero            | Jackie Fayter Marie Neumanova Isabel Fernández Gail Chanfreau |
| 19 marzo  | Akron Indoors 1973 Akron, USA Sintetico indoor Singolare - Doppio                     | Chris Evert 6–3, 6–4                   | Ol'ga Morozova                  | Marina Krošina Marita Redondo         | Virginia Wade Linda Tuero Isabel Fernández Sue Stap           |
| 19 marzo  | Akron Indoors 1973 Akron, USA Sintetico indoor Singolare - Doppio                     | Patti Hogan Sharon Walsh 7–5, 6–4      | Michèle Gurdal Patricia Bostrom | Marina Krošina Marita Redondo         | Virginia Wade Linda Tuero Isabel Fernández Sue Stap           |
| 26 marzo  | Lady Gotham Tournament 1973 New York, USA Cemento indoor Singolare                    | Chris Evert 6–0, 6–4                   | Katja Ebbinghaus                | Marina Krošina Helga Niessen Masthoff | Isabel Fernández Kazuko Sawamatsu Linda Tuero Heide Orth      |

### Aprile
| Settimana | Torneo                                                                       | Vincitrici                             | Finaliste                            | Semifinaliste                         | Eliminate ai quarti                                                |
| --------- | ---------------------------------------------------------------------------- | -------------------------------------- | ------------------------------------ | ------------------------------------- | ------------------------------------------------------------------ |
| 2 aprile  | USLTA Sarasota 1973 Sarasota, USA Terra rossa Singolare - Doppio             | Chris Evert 6–3, 6–2                   | Evonne Goolagong                     | Patti Hogan Helga Niessen Masthoff    | Gail Chanfreau Marie Neumanova Sue Stap Marijke Schaar             |
| 2 aprile  | USLTA Sarasota 1973 Sarasota, USA Terra rossa Singolare - Doppio             | Patti Hogan Sharon Walsh 4–6, 6–0, 6–3 | Martina Navrátilová Marie Neumannová | Patti Hogan Helga Niessen Masthoff    | Gail Chanfreau Marie Neumanova Sue Stap Marijke Schaar             |
| 9 aprile  | USLTA Miami Beach 1973 Miami, USA Terra rossa Singolare                      | Chris Evert 3–6, 6–3, 6–2              | Evonne Goolagong                     | Marijke Schaar Helga Niessen Masthoff | Isabel Fernández Patti Hogan Linda Tuero Marie Neumanova           |
| 16 aprile | Eckerd Tennis Open 1973 Saint Petersburg, USA Terra rossa Singolare - Doppio | Chris Evert 6–2, 0–6, 6–4              | Evonne Goolagong                     | Marita Redondo Martina Navrátilová    | Patti Hogan Isabel Fernández Helga Niessen Masthoff Marijke Schaar |
| 16 aprile | Eckerd Tennis Open 1973 Saint Petersburg, USA Terra rossa Singolare - Doppio | Chris Evert Jeanne Evert 6–2, 7–6      | Evonne Goolagong Janet Young         | Marita Redondo Martina Navrátilová    | Patti Hogan Isabel Fernández Helga Niessen Masthoff Marijke Schaar |

### Maggio
| Settimana             | Torneo                                                                                          | Vincitrici                                                | Finaliste                     | Semifinaliste                   | Eliminate ai quarti                                                         |
| --------------------- | ----------------------------------------------------------------------------------------------- | --------------------------------------------------------- | ----------------------------- | ------------------------------- | --------------------------------------------------------------------------- |
| 7 maggio              | British Hard Court Championships 1973 Bournemouth, Gran Bretagna Terra rossa Singolare - Doppio | Virginia Wade 6–4, 6–4                                    | Evonne Goolagong              | Dianne Fromholtz Lindsay Beaven | Veronica Burton Glynis Coles Wendy Turnbull Christine Matison               |
| 7 maggio              | British Hard Court Championships 1973 Bournemouth, Gran Bretagna Terra rossa Singolare - Doppio | Patricia Coleman Wendy Turnbull 7–5, 7–5                  | Evonne Goolagong Janet Young  | Dianne Fromholtz Lindsay Beaven | Veronica Burton Glynis Coles Wendy Turnbull Christine Matison               |
| 7 maggio              | British Hard Court Championships 1973 Bournemouth, Gran Bretagna Terra rossa Singolare - Doppio | Doppio misto: Virginia Wade Frew McMillan 6–2, 6–3        | Ilana Kloss Bernard Mitton    | Dianne Fromholtz Lindsay Beaven | Veronica Burton Glynis Coles Wendy Turnbull Christine Matison               |
| 21 maggio 2 settimane | Open di Francia 1973 Parigi, Francia Terra rossa Singolare - Doppio - Misto                     | Margaret Court 6–7, 7–6, 6–4                              | Chris Evert                   | Evonne Goolagong Françoise Dürr | Katja Ebbinghaus Martina Navrátilová Odile de Roubin Helga Niessen Masthoff |
| 21 maggio 2 settimane | Open di Francia 1973 Parigi, Francia Terra rossa Singolare - Doppio - Misto                     | Margaret Court Virginia Wade 6–2, 6–3                     | Françoise Dürr Betty Stöve    | Evonne Goolagong Françoise Dürr | Katja Ebbinghaus Martina Navrátilová Odile de Roubin Helga Niessen Masthoff |
| 21 maggio 2 settimane | Open di Francia 1973 Parigi, Francia Terra rossa Singolare - Doppio - Misto                     | Doppio misto: Françoise Dürr Jean-Claude Barclay 6–1, 6–4 | Betty Stöve Patrice Dominguez | Evonne Goolagong Françoise Dürr | Katja Ebbinghaus Martina Navrátilová Odile de Roubin Helga Niessen Masthoff |

### Giugno
| Settimana               | Torneo                                                                                    | Vincitrice                                            | Finalista                           | Semifinaliste                           | Eliminate ai quarti                                              |
| ----------------------- | ----------------------------------------------------------------------------------------- | ----------------------------------------------------- | ----------------------------------- | --------------------------------------- | ---------------------------------------------------------------- |
| 4 giugno                | Internazionali d'Italia 1973 Roma, Italia Terra rossa Singolare - Doppio                  | Evonne Goolagong 7–6, 6–0                             | Chris Evert                         | Vlasta Vopickova Helga Niessen Masthoff | Renáta Tomanová Kristien Kemmer Linda Tuero Katja Ebbinghaus     |
| 4 giugno                | Internazionali d'Italia 1973 Roma, Italia Terra rossa Singolare - Doppio                  | Ol'ga Morozova Virginia Wade 3–6, 6–2, 7–5            | Martina Navrátilová Renáta Tomanová | Vlasta Vopickova Helga Niessen Masthoff | Renáta Tomanová Kristien Kemmer Linda Tuero Katja Ebbinghaus     |
| 11 giugno               | WTA German Open 1973 Amburgo, Germania Terra rossa Singolare - Doppio                     | Helga Niessen Masthoff 6–4, 6–1                       | Pat Pretorius                       | Kazuko Sawamatsu Marijke Schaar         | Mima Jaušovec Fiorella Bonicelli Kristien Kemmer Renáta Tomanová |
| 11 giugno               | WTA German Open 1973 Amburgo, Germania Terra rossa Singolare - Doppio                     | Helga Niessen Masthoff Heide Orth 6–1, 6–2            | Kristien Kemmer Laura Rossouw       | Kazuko Sawamatsu Marijke Schaar         | Mima Jaušovec Fiorella Bonicelli Kristien Kemmer Renáta Tomanová |
| 11 giugno               | Nottingham John Player 1973 Nottingham, Gran Bretagna Erba Singolare - Doppio             | Billie Jean King 8–6, 6–4                             | Virginia Wade                       | Rosemary Casals Chris Evert             | Lany Kaligis Patti Hogan Pam Teeguarden Glynis Coles             |
| 11 giugno               | Nottingham John Player 1973 Nottingham, Gran Bretagna Erba Singolare - Doppio             | Rosemary Casals Billie Jean King 6–2, 9–7             | Chris Evert Betty Stöve             | Rosemary Casals Chris Evert             | Lany Kaligis Patti Hogan Pam Teeguarden Glynis Coles             |
| 18 giugno               | Queen's Club Championships 1973 Londra, Gran Bretagna Erba Singolare - Doppio             | Ol'ga Morozova 6–2, 6–3                               | Evonne Goolagong                    | Valerie Ziegenfuss Julie Heldman        | Kristien Kemmer Marita Redondo Kerry Melville Chris Evert        |
| 18 giugno               | Queen's Club Championships 1973 Londra, Gran Bretagna Erba Singolare - Doppio             | Billie Jean King Ol'ga Morozova 4–6, 6–3, 7–5         | Françoise Dürr Betty Stöve          | Valerie Ziegenfuss Julie Heldman        | Kristien Kemmer Marita Redondo Kerry Melville Chris Evert        |
| 25 giugno (2 settimane) | Torneo di Wimbledon 1973 Wimbledon, Londra, Gran Bretagna Erba Singolare - Doppio - Misto | Billie Jean King 6–0, 7–5                             | Chris Evert                         | Margaret Court Evonne Goolagong         | Ol'ga Morozova Rosemary Casals Virginia Wade Kerry Melville      |
| 25 giugno (2 settimane) | Torneo di Wimbledon 1973 Wimbledon, Londra, Gran Bretagna Erba Singolare - Doppio - Misto | Rosemary Casals Billie Jean King 6–1, 4–6, 7–5        | Françoise Dürr Betty Stöve          | Margaret Court Evonne Goolagong         | Ol'ga Morozova Rosemary Casals Virginia Wade Kerry Melville      |
| 25 giugno (2 settimane) | Torneo di Wimbledon 1973 Wimbledon, Londra, Gran Bretagna Erba Singolare - Doppio - Misto | Doppio misto: Billie Jean King Owen Davidson 6–3, 6–2 | Janet Newberry Raúl Ramírez         | Margaret Court Evonne Goolagong         | Ol'ga Morozova Rosemary Casals Virginia Wade Kerry Melville      |

### Luglio
| Settimana | Torneo                                                                             | Vincitrice                                  | Finalista                         | Semifinaliste                     | Eliminate ai quarti                                                 |
| --------- | ---------------------------------------------------------------------------------- | ------------------------------------------- | --------------------------------- | --------------------------------- | ------------------------------------------------------------------- |
| 9 luglio  | Irish Open 1973 Dublino, Irlanda Erba Singolare - Doppio                           | Margaret Court 6–2, 6–4                     | Virginia Wade                     | Helen Gourlay Patricia Coleman    | Geraldine Barniville Veronica Burton Karen Krantzcke Wendy Turnbull |
| 9 luglio  | Irish Open 1973 Dublino, Irlanda Erba Singolare - Doppio                           | Margaret Court Virginia Wade 8–6, 3–6, 6–4  | Helen Gourlay Karen Krantzcke     | Helen Gourlay Patricia Coleman    | Geraldine Barniville Veronica Burton Karen Krantzcke Wendy Turnbull |
| 9 luglio  | Düsseldorf Open 1973 Düsseldorf, Germania Terra rossa Singolare - Doppio           | Helga Niessen Masthoff 6–4, 6–4             | Evonne Goolagong                  | Katja Ebbinghaus Kazuko Sawamatsu | Isabel Fernández Betty Stöve Pat Pretorius Pam Teeguarden           |
| 9 luglio  | Düsseldorf Open 1973 Düsseldorf, Germania Terra rossa Singolare - Doppio           | Titolo condiviso.                           | Goolagong / Young Masthoff / Orth | Katja Ebbinghaus Kazuko Sawamatsu | Isabel Fernández Betty Stöve Pat Pretorius Pam Teeguarden           |
| 16 luglio | North of England Championships 1973 Hoylake, Gran Bretagna Erba Singolare - Doppio | Patti Hogan 11–9, 4–6, 6–4                  | Sharon Walsh                      | Virginia Wade Karen Krantzcke     | Wendy Turnbull Veronica Burton Dianne Fromholtz Lindsay Blachford   |
| 16 luglio | North of England Championships 1973 Hoylake, Gran Bretagna Erba Singolare - Doppio | Karen Krantzcke Virginia Wade 5–7, 6–4, 6–1 | Patti Hogan Sharon Walsh          | Virginia Wade Karen Krantzcke     | Wendy Turnbull Veronica Burton Dianne Fromholtz Lindsay Blachford   |
| 23 luglio | WTA Cleveland 1973 Cleveland, USA Cemento Singolare - Doppio                       | Chris Evert 6–0, 6–0                        | Linda Tuero                       | Janice Metcalf Nathalie Fuchs     | Patricia Bostrom Pat Pretorius Marilyn Tesch Susan Minford          |
| 23 luglio | WTA Cleveland 1973 Cleveland, USA Cemento Singolare - Doppio                       | Ilana Kloss Pat Pretorius 1–6, 7–6, 6–1     | Janice Metcalf Laurie Tenney      | Janice Metcalf Nathalie Fuchs     | Patricia Bostrom Pat Pretorius Marilyn Tesch Susan Minford          |
| 30 luglio | USLTA Atlantic City 1973 Atlantic City, USA Sintetico ed erba Singolare - Doppio   | Chris Evert 6–2, 7–5                        | Marita Redondo                    | Laurie Tenney Pat Pretorius       | Michèle Gurdal Sharon Walsh Nathalie Fuchs Kate Latham              |
| 30 luglio | USLTA Atlantic City 1973 Atlantic City, USA Sintetico ed erba Singolare - Doppio   | Chris Evert Marita Redondo 6–4, 6–4         | Ilana Kloss Pat Pretorius         | Laurie Tenney Pat Pretorius       | Michèle Gurdal Sharon Walsh Nathalie Fuchs Kate Latham              |

### Agosto
| Settimana | Torneo                                                                            | Vincitrice                              | Finalista                                  | Semifinaliste                    | Eliminate ai quarti                                      |
| --------- | --------------------------------------------------------------------------------- | --------------------------------------- | ------------------------------------------ | -------------------------------- | -------------------------------------------------------- |
| 6 agosto  | Cincinnati Open 1973 Cincinnati, USA Terra rossa Singolare - Doppio               | Evonne Goolagong 6–2, 7–5               | Chris Evert                                | Jeanne Evert Ilana Kloss         | Pat Pretorius Sharon Walsh Ann Kiyomura Isabel Fernández |
| 6 agosto  | Cincinnati Open 1973 Cincinnati, USA Terra rossa Singolare - Doppio               | Ilana Kloss Pat Pretorius 7–6, 3–6, 6–2 | Evonne Goolagong Janet Young               | Jeanne Evert Ilana Kloss         | Pat Pretorius Sharon Walsh Ann Kiyomura Isabel Fernández |
| 13 agosto | US Clay Court Championships 1973 Indianapolis, USA Terra rossa Singolare - Doppio | Chris Evert 6–4, 6–3                    | Veronica Burton                            | Linda Tuero Lindsay Beaven       | Pat Pretorius Ilana Kloss Jeanne Evert Janet Haas        |
| 13 agosto | US Clay Court Championships 1973 Indianapolis, USA Terra rossa Singolare - Doppio | Patti Hogan Sharon Walsh 6–4, 6–4       | Fiorella Bonicelli Isabel Fernández        | Linda Tuero Lindsay Beaven       | Pat Pretorius Ilana Kloss Jeanne Evert Janet Haas        |
| 20 agosto | Canada Open 1973 Toronto, Canada Terra rossa Singolare - Doppio                   | Evonne Goolagong 7–6, 6–4               | Helga Niessen Masthoff                     | Peggy Michel Martina Navrátilová | Marilyn Tesch Nathalie Fuchs Susan Stone Janice Tindle   |
| 20 agosto | Canada Open 1973 Toronto, Canada Terra rossa Singolare - Doppio                   | Evonne Goolagong Peggy Michel 6–3, 6–2  | Helga Niessen Masthoff Martina Navrátilová | Peggy Michel Martina Navrátilová | Marilyn Tesch Nathalie Fuchs Susan Stone Janice Tindle   |

### Settembre
| Settimana    | Torneo                                                               | Vincitrice                            | Finalista                       | Semifinaliste                        | Eliminate ai quarti                                         |
| ------------ | -------------------------------------------------------------------- | ------------------------------------- | ------------------------------- | ------------------------------------ | ----------------------------------------------------------- |
| 10 settembre | Charlotte Classic 1973 Charlotte, USA Terra rossa Singolare - Doppio | Evonne Goolagong 6–2, 6–0             | Eugenia Biriukova               | Kazuko Sawamatsu Martina Navrátilová | Veronica Burton Jackie Fayter Ol'ga Morozova Marina Krošina |
| 10 settembre | Charlotte Classic 1973 Charlotte, USA Terra rossa Singolare - Doppio | Evonne Goolagong Janet Young 6–2, 6–0 | Ilana Kloss Martina Navrátilová | Kazuko Sawamatsu Martina Navrátilová | Veronica Burton Jackie Fayter Ol'ga Morozova Marina Krošina |

### Ottobre
Nessun evento

### Novembre
| Settimana   | Torneo                                                                     | Vincitrici                                                | Finaliste                  | Semifinaliste                 | Eliminate ai quarti                                   |
| ----------- | -------------------------------------------------------------------------- | --------------------------------------------------------- | -------------------------- | ----------------------------- | ----------------------------------------------------- |
| 20 novembre | South African Open 1973 Johannesburg, Sudafrica Cemento Singolare - Doppio | Chris Evert 6–3, 6–3                                      | Evonne Goolagong           | Kristien Kemmer Virginia Wade | Linky Boshoff Pat Pretorius Julie Anthony Ilana Kloss |
| 20 novembre | South African Open 1973 Johannesburg, Sudafrica Cemento Singolare - Doppio | Linky Boshoff Ilana Kloss 7–6, 2–6, 6–1                   | Chris Evert Virginia Wade  | Kristien Kemmer Virginia Wade | Linky Boshoff Pat Pretorius Julie Anthony Ilana Kloss |
| 20 novembre | South African Open 1973 Johannesburg, Sudafrica Cemento Singolare - Doppio | Doppio misto: Evonne Goolagong Jürgen Fassbender 6–3, 6–2 | Ilana Kloss Bernard Mitton | Kristien Kemmer Virginia Wade | Linky Boshoff Pat Pretorius Julie Anthony Ilana Kloss |

### Dicembre
Nessun evento